# Haukisaari (ö i Norra Savolax, Varkaus, lat 62,61, long 28,17)
Haukisaari är en ö i Finland. Den ligger i sjön Suvasvesi och i kommunen Leppävirta i den ekonomiska regionen  Varkaus ekonomiska region  och landskapet Norra Savolax, i den centrala delen av landet, 300 km nordost om huvudstaden Helsingfors. Öns area är 7,6 hektar och dess största längd är 430 meter i sydöst-nordvästlig riktning.